# عدالة شعرية

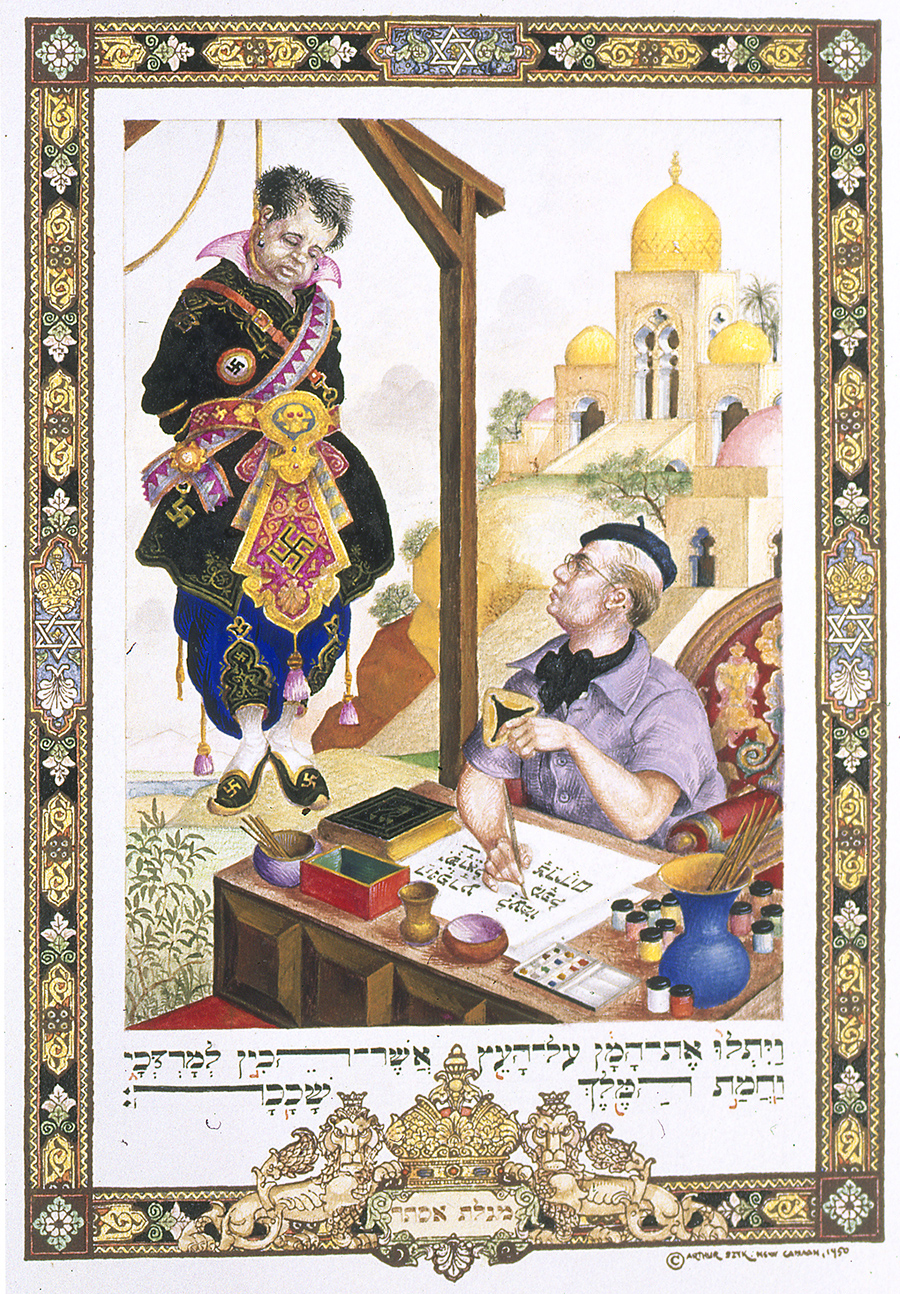
كتاب زيك الثاني لإستير (نشر بعد وفاته في إسرائيل في عام 1974)

العدالة الشعرية هي أداة أدبية حيث يتم فيها انتصار الخير وهزيمة الشر في نهاية أي عمل أدبي مثل رواية أو مسرحية أو قصيدة شعرية، في الأدب الحديث، غالبًا ما ترتبط العدالة الشعرية بتحريف المصير اللفظي المرتبط بأفعال الشخصية. 

## علم أصول الكلمات
صاغ الناقد الدرامي الإنجليزي توماس ريمر العبارة في كتابه "The Tragedies of the Last Age Consider" (1678) (مآسي العصر الأخير) لوصف كيف يجب أن يلهم عملاً ما السلوك الأخلاقي السليم في جمهوره من خلال توضيح انتصار الخير على الشر. إن المطالبة بالعدالة الشعرية متسقة في السلطات الكلاسيكية وتظهر في هوراس وبلوتارخ وكوينتيليان ، لذا فإن صياغة ريمر هي انعكاس لأمر مألوف. جادل فيليب سيدني ، في كتابه The Defence of Poesy (الدفاع عن الشعر)، بأن العدالة الشعرية كانت هي السبب في السماح بالخيال أو التخيل في أمة متحضرة.

## تاريخ
والجدير بالذكر أن العدالة الشعرية لا تتطلب فقط انتصار الخير على الشر، بل تتطلب أيضًا انتصار المنطق. على سبيل المثال ، إذا كان الجشع يهيمن على شخصية رومانسية أو درامية ، فلا يمكن أن تصبح الشخصية سخية أو كريمة. يجب أن يخضع عمل مسرحية، قصيدة، أو رواية تحت قواعد المنطق وكذلك الأخلاق.
خلال أواخر القرن السابع عشر، كان النقاد الذين ينتهجون معيارًا كلاسيكيًا جديدًا ينتقدون فيه ويليام شكسبير لصالح بن جونسون على وجه التحديد على أساس أن شخصيات شكسبير تتغير أثناء سير المسرحية.  عندما انتهكت كوميديا الاستعادة، على وجه الخصوص، قواعد العدالة الشعرية من خلال مكافأة المتحررين ومعاقبة الأخلاقيين البليدين، كان هناك رد فعل عنيف لصالح فن الدراما، على وجه الخصوص، من المراسلات الأخلاقية الأكثر صرامة.